# Cryphia granitalis
Cryphia granitalis là một loài bướm đêm trong họ Noctuidae.